# Shuhei Aoyama
Shuhei Aoyama (Ichihara, 5 de dezembro de 1984) é um motociclista japonês.
Disputou o mundial das 250cc da MotoGP com a moto Honda e a Moto2. É o irmão mais novo do também piloto Hiroshi Aoyama.
Ganhou o campeonato All Japan Road Race Championship em 2003 e 2005.